# Hallepoortpark

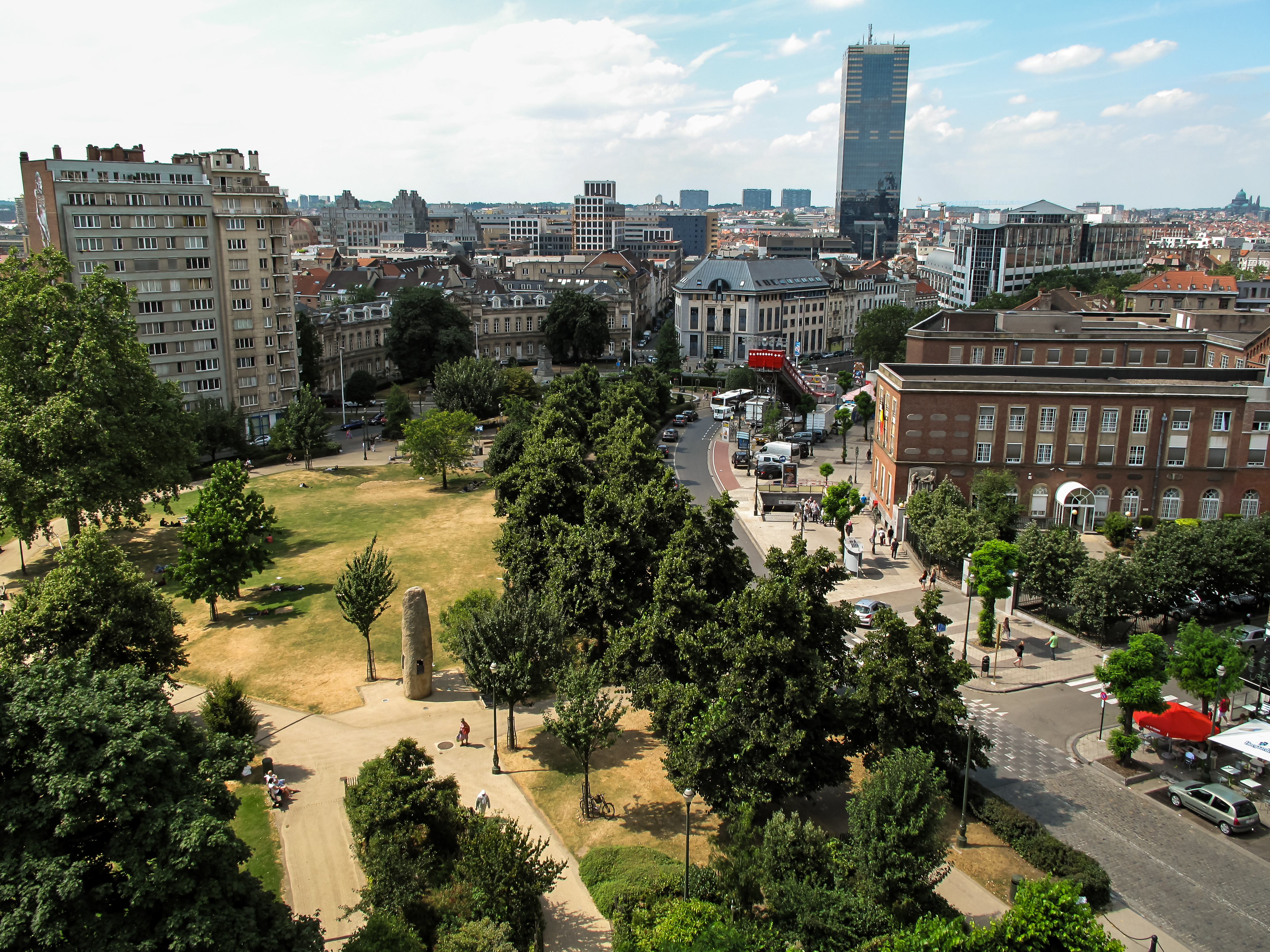
Zicht op Hallepoortpark vanuit Hallepoort

Het Hallepoortpark (Frans: Parc de la Porte de Hal) is een klein publiek wijkpark in Brussel, gesitueerd aan de Hallepoort tussen de beide rijrichtingen van de Kleine Ring van Brussel. Het park heeft een oppervlakte van 3,2 hectare. Het park ligt in het uiterste zuiden van het deel van de stad Brussel binnen de Vijfhoek, en grenst van zuidwestelijke tot zuidoostelijke grens aan het grondgebied van de Brusselse gemeente Sint-Gillis. Het park biedt ontspanningsruimte maar heeft ook een doorgangsfunctie. Het is een wijkpark voor de Marollen.
Onder het park bevindt zich de Hallepoorttunnel voor het doorgaand verkeer op de Kleine Ring, en het metrostation Hallepoort. Midden in het park snijden de Zuidlaan en de Hallepoortlaan (onderdelen van de Kleine Ring) het dwarsende traject van Hoogstraat in het stadscentrum en het begin van de Waterloosesteenweg in Sint-Gillis. De Zuidlaan (de binnenkant van de Kleine Ring) gaat ter hoogte van het park over in oostelijke richting in de Waterloolaan. De Hallepoortlaan (de buitenkant van de Kleine Ring) gaat ter hoogte van het park over in oostelijke richting in de Henri Jasparlaan.
In zijn huidige inrichting heropende het park in 2000 na decennia van heraanleg van Kleine Ring, de twee onder het park kruisende metrolijnen en de bovengrondse inrichting van het publiek domein.
In het westelijk deel van het park bevindt zich een groot rond waterbekken met een grote fontein, een van de toegangen tot het metrostation, een groot grasveld omgeven door veel verschillende bomen waaronder lindebomen, populieren, wilde kerselaars, kleine esdoorns, kornoeljes, elzen, goudenregen, haagbeuken, lijsterbessen, berken en kastanjelaars en de Hallepoort zelf.
In het oostelijk deel van het park bevindt zich een zone met hogere platanenbomen, een speelplein met zandbak, een multisportterrein met een verhard veld met voet- en basketbaldoelen, en lijnen op de grond voor tennis en volleybal en een speeltuin met een speelfort dat refereert aan de Hallepoort en de Brusselse verdedigingsmuren uit de Middeleeuwen. Het park is in zijn geheel afgezoomd door een beukenhaag.
In het park bevindt zich dicht bij de Hallepoort een beeldhouwwerk getiteld "Pelgrim" uit 1999, van de Spaanse beeldhouwer Manolo Paz. Het is een geschenk van de Xunta de Galice (autonome regio Galicië) aan het Brussels Hoofdstedelijk Gewest. Het beeld eert de anonieme pelgrim op de Camino de Santiago op weg naar Sint Jacob van Compostella. De Hallepoort was indertijd het Brusselse vertrekpunt.
Het park is doorlopend geopend en wordt dagelijks door parkwachters en tuiniers onderhouden en bewaakt van 10 tot 18 uur. In de vakantieperiodes wordt er een kinderopvang en speelpleinwerking georganiseerd.

## Fotogalerij

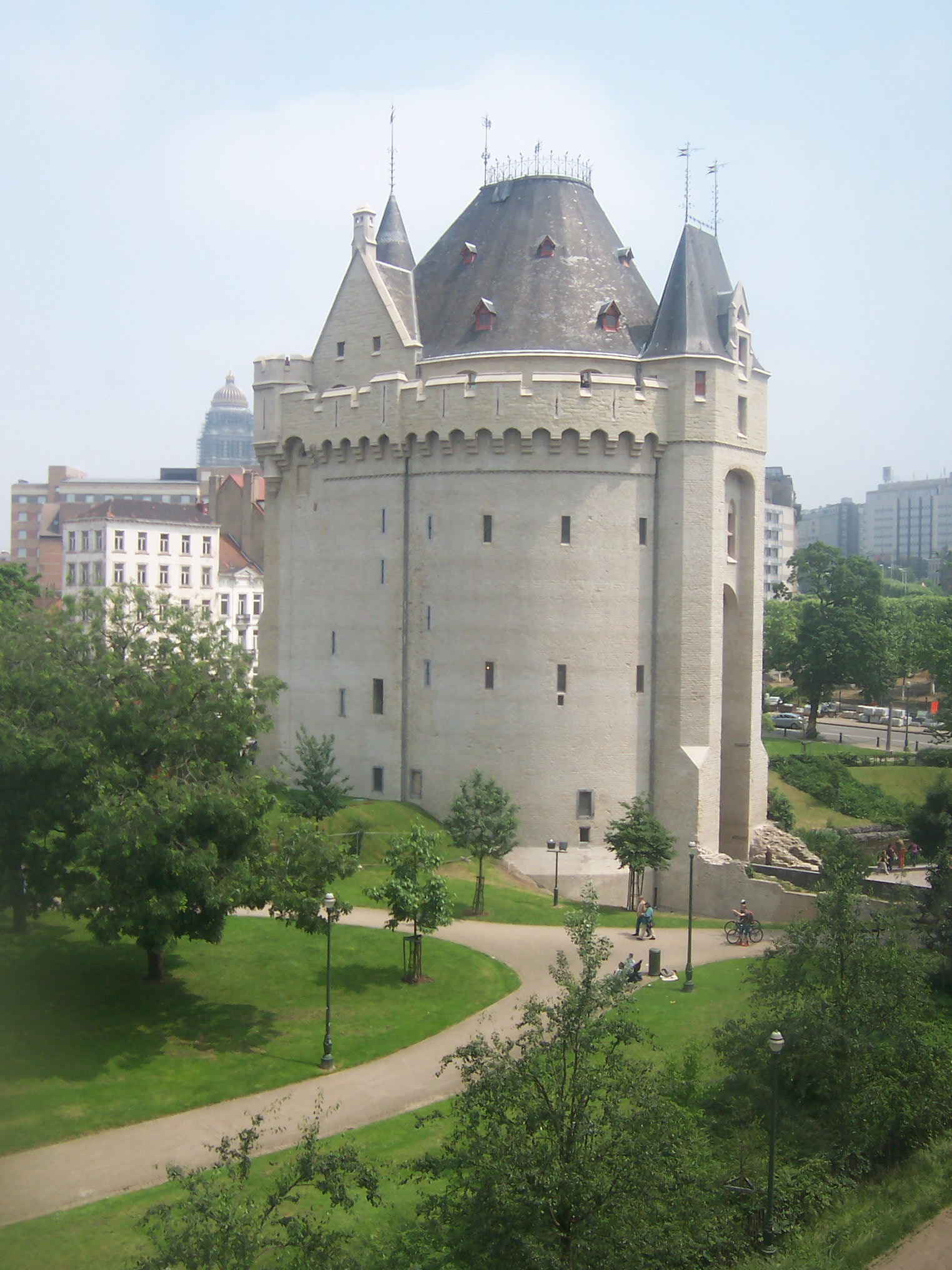
Circulatiepaden in het Hallepoortpark
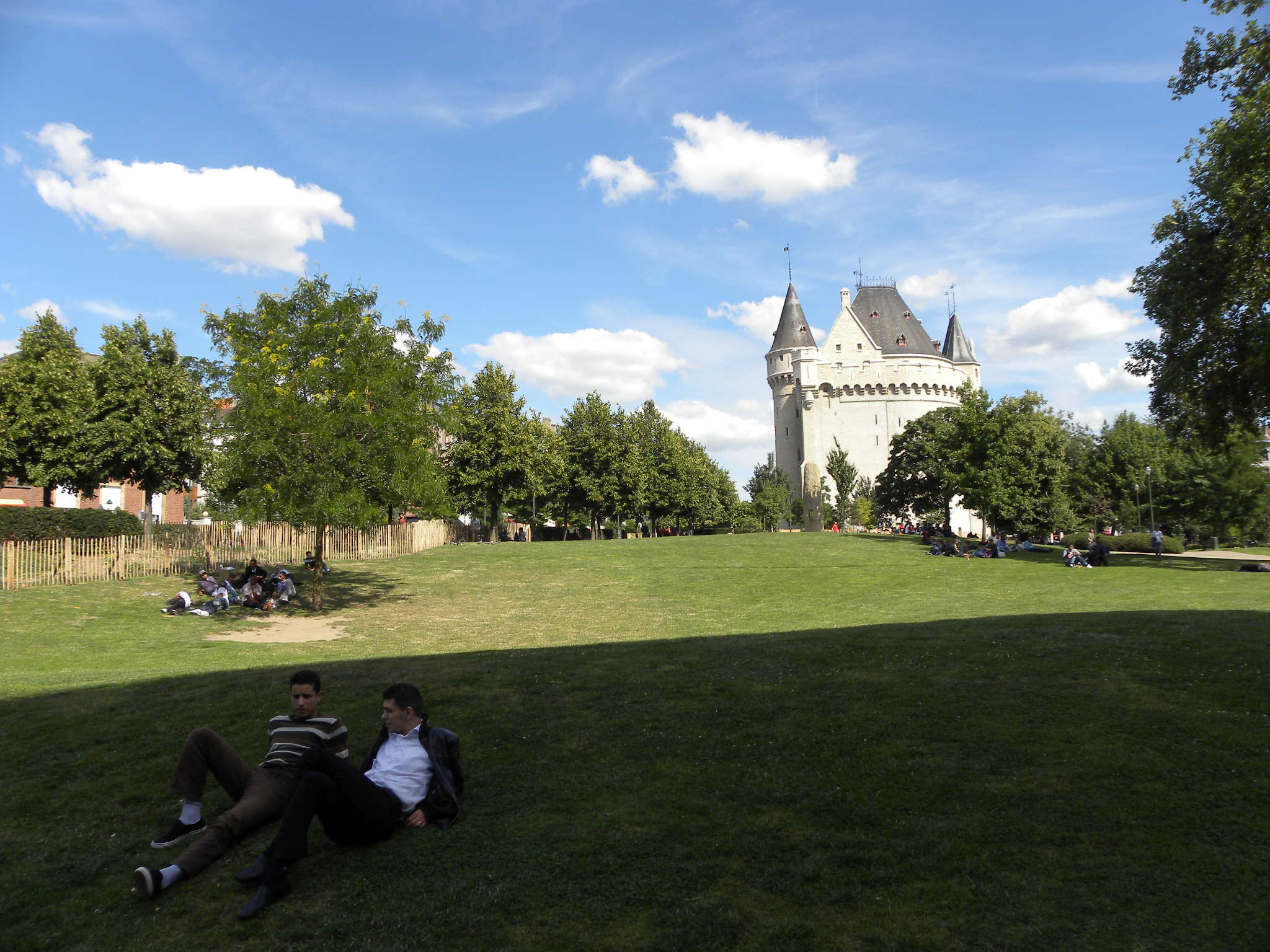
Zonontwijkende buurtbewoners in het Hallepoortpark
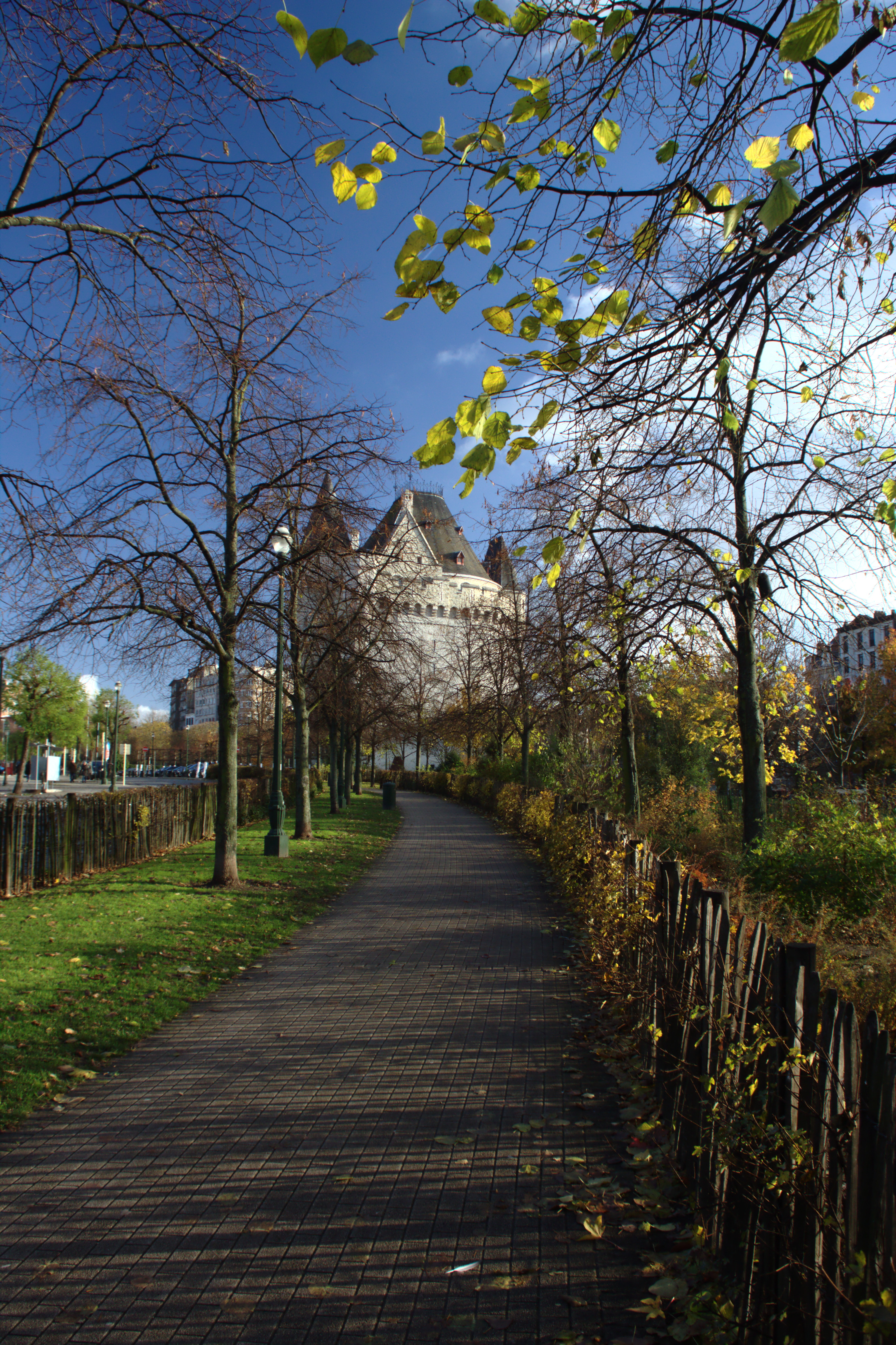
Deel van het park ten oosten van de Hallepoort
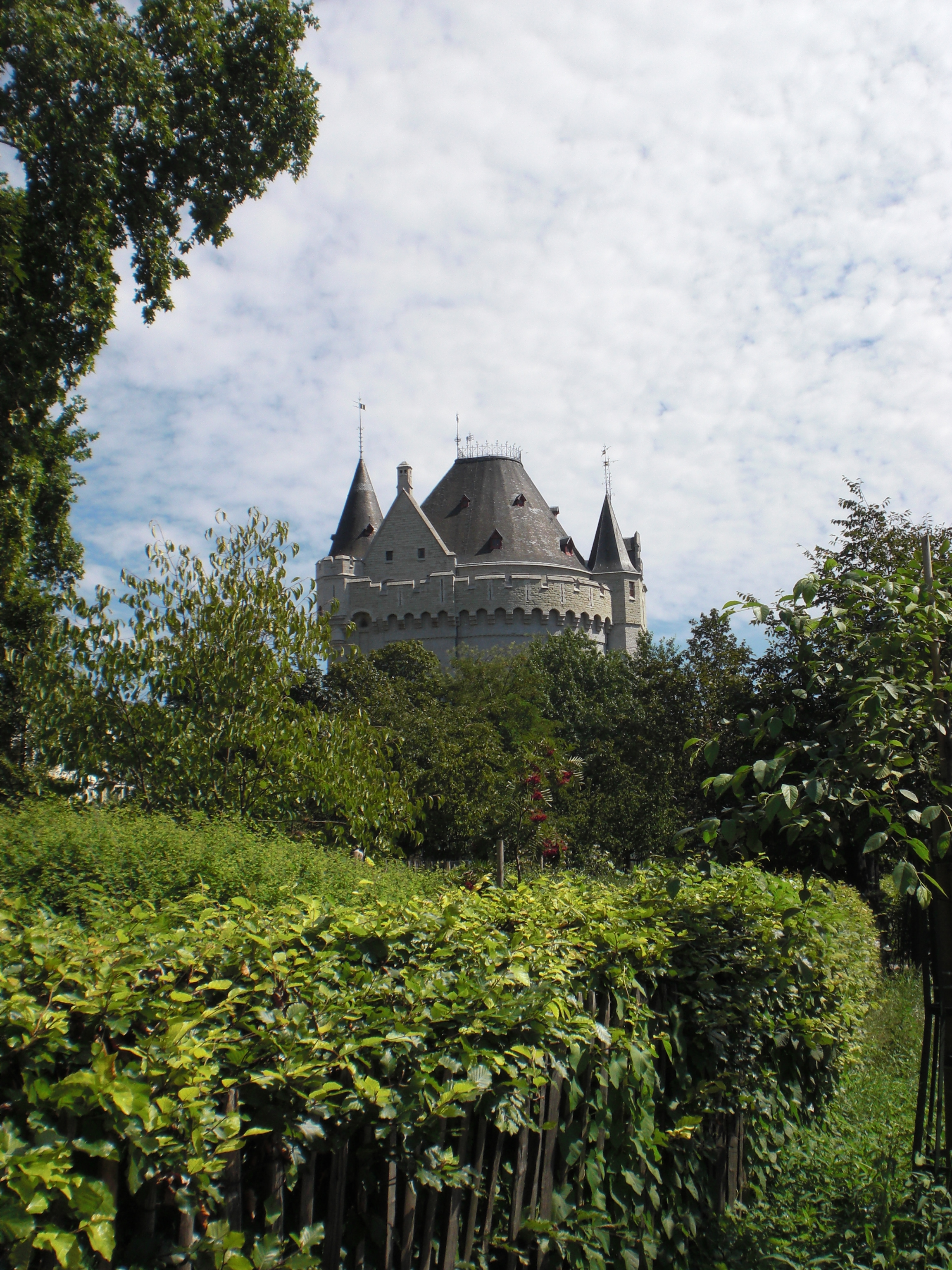
Parkdeel met hogere begroeiing
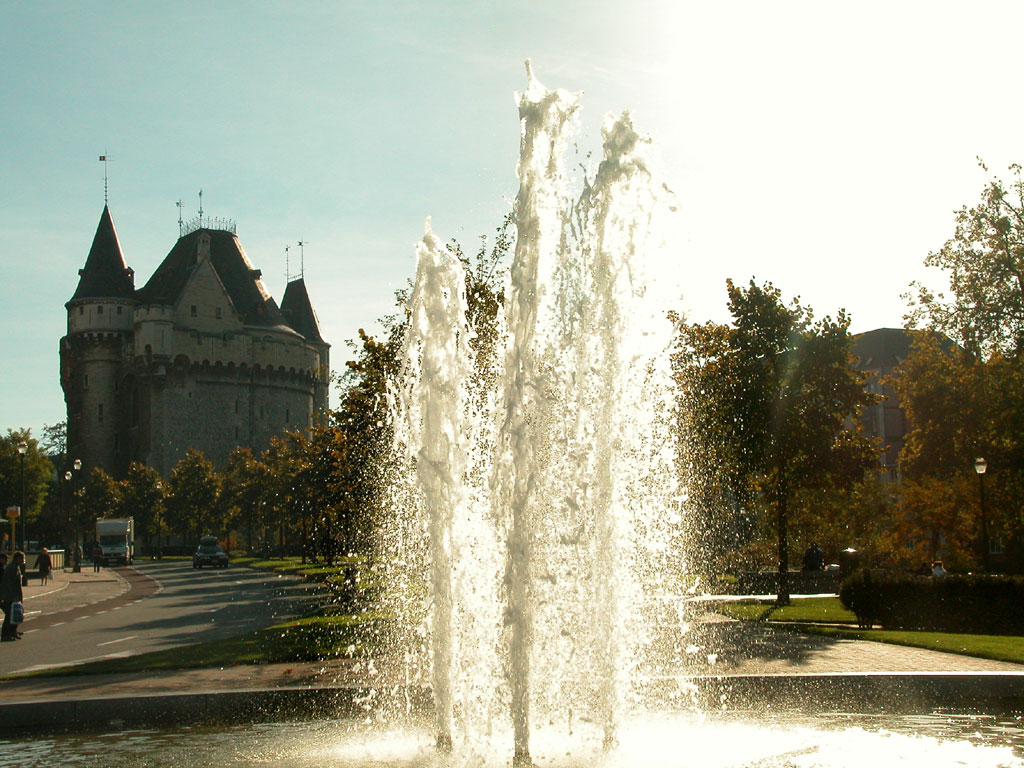
Fontein in het park